# 苏北抗大九分校旧址
苏北抗大九分校旧址，位于江苏省南通市启东市海复镇，是中华人民共和国江苏省文物保护单位之一。
2002年10月22日，授予江苏省文物保护单位，是一座近现代重要史迹及代表性建筑。